# Aedes dufouri
Aedes dufouri är en tvåvingeart som beskrevs av Hamon 1953. Aedes dufouri ingår i släktet Aedes och familjen stickmyggor. Inga underarter finns listade i Catalogue of Life.